# PlusLiga (2018/2019)
PlusLiga 2018/2019 – 83. sezon siatkarskich mistrzostw Polski (19. sezon jako liga profesjonalna) organizowany przez PLS pod egidą PZPS.

## Drużyny uczestniczące
| | PlusLiga 2018/2019           |    |     |
| --- | ---------------------------- | -- | --- |
| BEŁ | PGE Skra Bełchatów           | 1  | LM  |
| KED | ZAKSA Kędzierzyn-Koźle       | 2  | LM  |
| GDA | Trefl Gdańsk                 | 3  | LM  |
| OLS | Indykpol AZS Olsztyn         | 4  | CEV |
| JAS | Jastrzębski Węgiel           | 5  |     |
| RZE | Asseco Resovia Rzeszów       | 6  |     |
| LUB | Cuprum Lubin                 | 7  |     |
| WAR | Onico Warszawa               | 8  |     |
| ZAW | Aluron Virtu Warta Zawiercie | 9  |     |
| RAD | Cerrad Czarni Radom          | 10 |     |
| KAT | GKS Katowice                 | 11 |     |
| SZC | Stocznia Szczecin            | 12 |     |
| BĘD | MKS Będzin                   | 13 |     |
| BYD | Chemik Bydgoszcz             | 14 |     |
| Oznaczenia: - kolumna pierwsza – skróty nazw drużyn wpisane na mapie (jeśli ta została zamieszczona), - kolumna trzecia – miejsce zajęte przez daną drużynę w poprzednim sezonie. |                              |    |     |

## Hale sportowe
| Klub                         | Hala sportowa                               | Liczba miejsc siedzących |
| ---------------------------- | ------------------------------------------- | ------------------------ |
| Aluron Virtu Warta Zawiercie | Hala OSiR II                                | 1250                     |
| Asseco Resovia Rzeszów       | Hala Podpromie                              | 4300                     |
| Cerrad Czarni Radom          | Hala sportowa MOSiR                         | 1500                     |
| Stocznia Szczecin            | Arena Szczecin                              | 5027                     |
| GKS Katowice                 | Ośrodek Sportowy „Szopienice” Spodek        | 1 500 11 036             |
| Indykpol AZS Olsztyn         | Hala Urania                                 | 2200                     |
| Jastrzębski Węgiel           | Hala widowiskowo-sportowa                   | 3007                     |
| Chemik Bydgoszcz             | Hala Łuczniczka                             | 6082                     |
| MKS Będzin                   | Hala widowiskowo-sportowa MOSiR (Sosnowiec) | 1400                     |
| Cuprum Lubin                 | Hala widowiskowo-sportowa                   | 3714                     |
| Onico Warszawa               | Hala Torwar                                 | 5500                     |
| PGE Skra Bełchatów           | Hala Energia                                | 2700                     |
| Trefl Gdańsk                 | Ergo Arena                                  | 11 100                   |
| ZAKSA Kędzierzyn-Koźle       | Hala Azoty                                  | 3 375                    |

## Rozgrywki

### Faza zasadnicza

#### Tabela wyników
| Gospodarz \ Gość1            | BEŁ | KED | GDA | OLS | JAS | RZE | LUB | WAR | ZAW | RAD | KAT | SZC | BĘD | BYD |
| ---------------------------- | --- | --- | --- | --- | --- | --- | --- | --- | --- | --- | --- | --- | --- | --- |
| PGE Skra Bełchatów           | -   | 1:3 | 3:2 | 0:3 | 1:3 | 3:1 | 3:1 | 3:0 | 3:2 | 3:1 | 3:1 | X   | 3:1 | 3:0 |
| ZAKSA Kędzierzyn-Koźle       | 3:1 | -   | 3:0 | 3:1 | 3:0 | 0:3 | 3:0 | 1:3 | 3:1 | 3:1 | 3:1 | X   | 3:0 | 3:0 |
| Trefl Gdańsk                 | 2:3 | 3:1 | -   | 3:2 | 1:3 | 1:3 | 3:0 | 1:3 | 1:3 | 0:3 | 3:2 | X   | 2:3 | 3:1 |
| Indykpol AZS Olsztyn         | 3:1 | 1:3 | 2:3 | -   | 1:3 | 3:0 | 2:3 | 1:3 | 2:3 | 0:3 | 1:3 | X   | 3:0 | 3:0 |
| Jastrzębski Węgiel           | 3:1 | 0:3 | 3:0 | 2:3 | -   | 3:1 | 3:0 | 2:3 | 3:1 | 3:0 | 3:0 | 0:3 | 3:0 | 0:3 |
| Asseco Resovia Rzeszów       | 3:1 | 2:3 | 3:1 | 2:3 | 3:0 | -   | 3:0 | 1:3 | 0:3 | 3:1 | 0:3 | X   | 0:3 | 3:2 |
| Cuprum Lubin                 | 0:3 | 0:3 | 0:3 | 1:3 | 2:3 | 3:0 | -   | 1:3 | 0:3 | 0:3 | 3:1 | 0:3 | 3:0 | 1:3 |
| Onico Warszawa               | 2:3 | 1:3 | 3:0 | 3:1 | 3:0 | 3:0 | 3:0 | -   | 3:1 | 3:0 | 3:1 | X   | 3:0 | 3:0 |
| Aluron Virtu Warta Zawiercie | 3:1 | 1:3 | 3:2 | 3:0 | 2:3 | 3:2 | 3:1 | 3:1 | -   | 0:3 | 3:1 | 3:0 | 3:1 | 3:1 |
| Czarni Radom                 | 2:3 | 0:3 | 3:0 | 3:2 | 0:3 | 1:3 | 3:1 | 3:0 | 3:1 | -   | 3:0 | X   | 3:0 | 3:1 |
| GKS Katowice                 | 3:0 | 1:3 | 3:1 | 3:1 | 1:3 | 3:0 | 0:3 | 1:3 | 3:0 | 3:0 | -   | 3:1 | 3:2 | 3:1 |
| Stocznia Szczecin            | X   | 0:3 | 0:3 | X   | X   | 3:0 | X   | 3:1 | X   | 3:1 | X   | -   | X   | X   |
| MKS Będzin                   | 0:3 | 1:3 | 0:3 | 0:3 | 2:3 | 1:3 | 1:3 | 1:3 | 2:3 | 1:3 | 2:3 | X   | -   | 1:3 |
| Chemik Bydgoszcz             | 3:2 | 0:3 | 0:3 | 3:1 | 0:3 | 1:3 | 2:3 | 1:3 | 0:3 | 1:3 | 3:1 | X   | 3:0 | -   |

Źródło: plusliga.pl (pol.)
1 Drużyna gospodarzy jest wymieniona po lewej stronie tabeli.
Kolory:
  zwycięstwo gospodarzy 3:0 lub 3:1
  zwycięstwo gospodarzy 3:2
  zwycięstwo gości 3:0 lub 3:1
  zwycięstwo gości 3:2

#### Terminarz i wyniki
| Data        | Godz. | Gospodarz                    | Rezultat                                 | Gość                         | Widzów | MVP                        |
| ----------- | ----- | ---------------------------- | ---------------------------------------- | ---------------------------- | ------ | -------------------------- |
| 1. KOLEJKA  |       |                              |                                          |                              |        |                            |
| 12.10.2018  | 18:00 | Czarni Radom                 | 0:3 (23:25, 19:25, 20:25 )               | Jastrzębski Węgiel           | 1500   | Lukas Kampa                |
| 12.10.2018  | 20:30 | Onico Warszawa               | 3:0 (25:22, 25:21, 25:19 )               | Cuprum Lubin                 | 3285   | Andrzej Wrona              |
| 13.10.2018  | 14:45 | Aluron Virtu Warta Zawiercie | 3:2 (25:23, 23:25, 25:19, 21:25, 15:13)  | Asseco Resovia Rzeszów       | 1500   | Kamil Semeniuk             |
| 13.10.2018  | 17:30 | MKS Będzin                   | 1:3 (29:27, 18:25, 22:25, 23:25)         | ZAKSA Kędzierzyn-Koźle       | 1456   | Aleksander Śliwka          |
| 14.10.2018  | 17:30 | GKS Katowice                 | 3:1 (25:23, 25:17, 23:25, 25:23)         | Indykpol AZS Olsztyn         | 650    | Karol Butryn               |
| 15.10.2018  | 18:00 | Chemik Bydgoszcz             | 3:2 (21:25, 25:23, 25:19, 27:29, 18:16)  | PGE Skra Bełchatów           | 3935   | Bartłomiej Lipiński        |
| 29.11.2018  | 19:00 | Stocznia Szczecin            | 0:3 (23:25, 20:25, 21:25)                | Trefl Gdańsk                 | 2500   | Maciej Muzaj               |
| 2. KOLEJKA  |       |                              |                                          |                              |        |                            |
| 17.10.2018  | 17:00 | PGE Skra Bełchatów           | 3:1 (25:21, 25:27, 25:18, 25:20 )        | MKS Będzin                   | 1952   | Kacper Piechocki           |
| 17.10.2018  | 18:00 | Indykpol AZS Olsztyn         | 0:3 (22:25, 22:25, 17:25)                | Czarni Radom                 | 1829   | Wojciech Żaliński          |
| 17.10.2018  | 18:00 | Stocznia Szczecin            | 0:3 (26:28, 16:25, 21:25 )               | ZAKSA Kędzierzyn-Koźle       | 4500   | Łukasz Wiśniewski          |
| 17.10.2018  | 18:00 | Cuprum Lubin                 | 1:3 (19:25, 23:25, 25:16, 22:25)         | Chemik Bydgoszcz             | 1242   | Michał Szalacha            |
| 17.10.2018  | 18:00 | Aluron Virtu Warta Zawiercie | 2:3 (20:25, 25:21, 25:13, 22:25, 13:15)  | Jastrzębski Węgiel           | 1500   | Piotr Hain                 |
| 17.10.2018  | 18:30 | Trefl Gdańsk                 | 3:2 (25:21, 19:25, 15:25, 25:22, 16:14)  | GKS Katowice                 | 3700   | Maciej Muzaj               |
| 17.10.2018  | 20:30 | Asseco Resovia Rzeszów       | 1:3 (18:25, 23:25, 25:23, 21:25)         | Onico Warszawa               | 3500   | Rafael Rodrigues de Araújo |
| 3. KOLEJKA  |       |                              |                                          |                              |        |                            |
| 19.10.2018  | 18:00 | ZAKSA Kędzierzyn-Koźle       | 3:0 (25:15, 25:14, 25:18)                | Chemik Bydgoszcz             | 1595   | Benjamin Toniutti          |
| 20.10.2018  | 14:45 | PGE Skra Bełchatów           | 3:2 (20:25, 25:23, 25:19, 16:25, 15:11)  | Trefl Gdańsk                 | 2293   | Milad Ebadipur             |
| 20.10.2018  | 17:30 | Indykpol AZS Olsztyn         | 3:0 (26:24, 25:23, 25:15)                | MKS Będzin                   | 1738   | Jan Hadrava                |
| 21.10.2018  | 14:45 | Jastrzębski Węgiel           | 0:3 (22:25, 24:26, 25:27)                | Stocznia Szczecin            | 3109   | Bartosz Kurek              |
| 21.10.2018  | 17:30 | Cuprum Lubin                 | 0:3 (18:25, 19:25, 25:27)                | Czarni Radom                 | 1504   | Wojciech Żaliński          |
| 21.10.2018  | 20:00 | Onico Warszawa               | 3:1 (25:17, 25:21, 20:25, 25:23)         | Aluron Virtu Warta Zawiercie | 2247   | Rafael Rodrigues de Araújo |
| 22.10.2018  | 18:00 | Asseco Resovia Rzeszów       | 0:3 (22:25, 19:25, 34:36 )               | GKS Katowice                 | 3362   | Karol Butryn               |
| 4. KOLEJKA  |       |                              |                                          |                              |        |                            |
| 26.10.2018  | 18:00 | GKS Katowice                 | 0:3 (21:25, 22:25, 24:26)                | Cuprum Lubin                 | 700    | Igor Grobelny              |
| 26.10.2018  | 20:30 | Czarni Radom                 | 3:0 (25:21, 25:22, 25:22)                | Onico Warszawa               | 1500   | Wojciech Żaliński          |
| 27.10.2018  | 14:45 | PGE Skra Bełchatów           | 0:3 (24:26, 17:25, 22:25 )               | Indykpol AZS Olsztyn         | 2142   | Jan Hadrava                |
| 27.10.2018  | 17:30 | Chemik Bydgoszcz             | 0:3 (20:25, 18:25, 13:25)                | Aluron Virtu Warta Zawiercie | 2736   | Mateusz Malinowski         |
| 28.10.2018  | 17:30 | ZAKSA Kędzierzyn-Koźle       | 3:0 (25:21, 26:24, 25:23 )               | Trefl Gdańsk                 | 3000   | Łukasz Kaczmarek           |
| 28.10.2018  | 20:00 | Stocznia Szczecin            | 3:0 (25:19, 25:23, 25:19)                | Asseco Resovia Rzeszów       | 5000   | Bartosz Kurek              |
| 29.10.2018  | 18:00 | MKS Będzin                   | 2:3 (21:25, 25:21, 25:19, 13:25, 10:15)  | Jastrzębski Węgiel           | 1280   | Lukas Kampa                |
| 5. KOLEJKA  |       |                              |                                          |                              |        |                            |
| 02.11.2018  | 20:30 | Indykpol AZS Olsztyn         | 1:3 (22:25, 28:30, 25:23, 16:25)         | ZAKSA Kędzierzyn-Koźle       | 2399   | Mateusz Bieniek            |
| 03.11.2018  | 14:45 | Jastrzębski Węgiel           | 3:1 (25:22, 17:25, 27:25, 25:21)         | PGE Skra Bełchatów           | 3087   | Julien Lyneel              |
| 03.11.2018  | 17:30 | Asseco Resovia Rzeszów       | 0:3 (33:35, 14:25, 22:25)                | MKS Będzin                   | 3653   | Lincoln Williams           |
| 03.11.2018  | 20:00 | Cuprum Lubin                 | 0:3 (21:25, 10:25, 23:25)                | Stocznia Szczecin            | 2246   | Łukasz Żygadło             |
| 04.11.2018  | 14:45 | Aluron Virtu Warta Zawiercie | 0:3 (13:25, 23:25, 19:25 )               | Czarni Radom                 | 1500   | Maksim Żygałow             |
| 04.11.2018  | 17:30 | Trefl Gdańsk                 | 3:1 (23:25, 25:17, 26:24, 25:21)         | Chemik Bydgoszcz             | 1250   | Maciej Olenderek           |
| 04.12.2018  | 20:30 | Onico Warszawa               | 3:1 (23:25, 25:17, 25:15, 25:18)         | GKS Katowice                 | 2000   | Antoine Brizard            |
| 6. KOLEJKA  |       |                              |                                          |                              |        |                            |
| 31.10.2018  | 18:00 | Trefl Gdańsk                 | 3:2 (19:25, 22:25, 25:20, 31:29, 15:6)   | Indykpol AZS Olsztyn         | 2100   | Maciej Muzaj               |
| 07.11.2018  | 18:00 | Chemik Bydgoszcz             | 1:3 (19:25, 25:19, 23:25, 18:25)         | Czarni Radom                 | 1875   | Dejan Vinčić               |
| 07.11.2018  | 18:00 | MKS Będzin                   | 1:3 (23:25, 14:25, 25:23, 21:25)         | Cuprum Lubin                 | 1100   | Masahiro Yanagida          |
| 07.11.2018  | 18:00 | Aluron Virtu Warta Zawiercie | 3:1 (25:27, 25:22, 25:18, 25:23)         | GKS Katowice                 | 1500   | Michal Masný               |
| 07.11.2018  | 18:00 | PGE Skra Bełchatów           | 3:1 (32:30, 21:25, 26:24, 25:21)         | Asseco Resovia Rzeszów       | 2010   | Mariusz Wlazły             |
| 07.11.2018  | 20:30 | ZAKSA Kędzierzyn-Koźle       | 3:0 (25:18, 25:22, 25:20 )               | Jastrzębski Węgiel           | 2110   | Paweł Zatorski             |
| 08.11.2018  | 20:30 | Stocznia Szczecin            | 3:1 (25:20, 16:25, 25:17, 25:21)         | Onico Warszawa               | 3650   | Simon Van De Voorde        |
| 7. KOLEJKA  |       |                              |                                          |                              |        |                            |
| 10.11.2018  | 14:45 | Jastrzębski Węgiel           | 3:0 (25:22, 25:16, 25:18)                | Trefl Gdańsk                 | 2517   | Dawid Konarski             |
| 10.11.2018  | 17:30 | Cuprum Lubin                 | 0:3 (16:25, 17:25, 22:25)                | PGE Skra Bełchatów           | 2358   | Jakub Kochanowski          |
| 10.11.2018  | 20:00 | Indykpol AZS Olsztyn         | 3:0 (30:28, 25:17, 26:24)                | Chemik Bydgoszcz             | 1839   | Paweł Woicki               |
| 11.11.2018  | 14:45 | Asseco Resovia Rzeszów       | 2:3 (13:25, 26:28, 25:20, 25:23, 18:20)  | ZAKSA Kędzierzyn-Koźle       | 4045   | Sam Deroo                  |
| 11.11.2018  | 17:30 | Aluron Virtu Warta Zawiercie | 3:0 (26:24, 25:23, 26:24)                | Stocznia Szczecin            | 1500   | Grzegorz Bociek            |
| 12.11.2018  | 18:00 | MKS Będzin                   | 1:3 (25:22, 17:25, 17:25, 20:25)         | Onico Warszawa               | 1420   | Rafael Rodrigues de Araújo |
| 12.11.2018  | 20:30 | Czarni Radom                 | 3:0 (25:18, 25:16, 25:22)                | GKS Katowice                 | 1500   | Dejan Vinčić               |
| 8. KOLEJKA  |       |                              |                                          |                              |        |                            |
| 16.11.2018  | 18:00 | Trefl Gdańsk                 | 1:3 (16:25, 25:22, 20:25, 22:25)         | Asseco Resovia Rzeszów       | 4918   | Damian Schulz              |
| 16.11.2018  | 20:30 | ZAKSA Kędzierzyn-Koźle       | 3:0 (25:16, 25:22, 25:14)                | Cuprum Lubin                 | 1601   | Benjamin Toniutti          |
| 17.11.2018  | 14:45 | PGE Skra Bełchatów           | 3:0 (25:21, 25:21, 25:20)                | Onico Warszawa               | 2437   | Milad Ebadipur             |
| 17.11.2018  | 17:30 | Chemik Bydgoszcz             | 3:1 (19:25, 25:21, 25:21, 25:15)         | GKS Katowice                 | 1985   | Raphael Margarido          |
| 18.11.2018  | 14:45 | Indykpol AZS Olsztyn         | 1:3 (22:25, 25:27, 25:18, 14:25)         | Jastrzębski Węgiel           | 2368   | Julien Lyneel              |
| 18.11.2018  | 17:30 | Stocznia Szczecin            | 3:1 (25:16, 25:23, 22:25, 25:23)         | Czarni Radom                 | 2900   | Bartosz Kurek              |
| 19.11.2018  | 18:00 | MKS Będzin                   | 2:3 (25:20, 21:25, 21:25, 25:20, 12:15)  | Aluron Virtu Warta Zawiercie | 1450   | Bartosz Gawryszewski       |
| 9. KOLEJKA  |       |                              |                                          |                              |        |                            |
| 23.11.2018  | 18:00 | Czarni Radom                 | 3:0 (25:10, 25:16, 25:17)                | MKS Będzin                   | 1500   | Maksim Żygałow             |
| 23.11.2018  | 20:30 | Asseco Resovia Rzeszów       | 2:3 (23:25, 23:25, 25:18, 25:16, 11:15)  | Indykpol AZS Olsztyn         | 3937   | Serhij Kapełuś             |
| 24.11.2018  | 14:45 | GKS Katowice                 | 3:1 (25:23, 28:26, 17:25, 25:12)         | Stocznia Szczecin            | 1000   | Karol Butryn               |
| 24.11.2018  | 17:30 | Aluron Virtu Warta Zawiercie | 3:1 (25:20, 25:20, 25:27, 25:21)         | PGE Skra Bełchatów           | 1500   | Marcin Waliński            |
| 25.11.2018  | 14:45 | Cuprum Lubin                 | 0:3 (19:25, 21:25, 20:25)                | Trefl Gdańsk                 | 950    | Maciej Muzaj               |
| 26.11.2018  | 18:00 | Jastrzębski Węgiel           | 0:3 (23:25, 16:25, 22:25)                | Chemik Bydgoszcz             | 1739   | Michał Szalacha            |
| 27.11.2018  | 19:00 | Onico Warszawa               | 1:3 (17:25, 19:25, 25:18, 13:25)         | ZAKSA Kędzierzyn-Koźle       | 4385   | Sam Deroo                  |
| 10. KOLEJKA |       |                              |                                          |                              |        |                            |
| 07.12.2018  | 20:30 | Trefl Gdańsk                 | 1:3 (25:20, 18:25, 15:25, 14:25)         | Onico Warszawa               | 2900   | Piotr Łukasik              |
| 08.12.2018  | 14:45 | Jastrzębski Węgiel           | 3:1 (25:23, 27:29, 25:18, 25:21)         | Asseco Resovia Rzeszów       | 2462   | Julien Lyneel              |
| 08.12.2018  | 17:30 | ZAKSA Kędzierzyn-Koźle       | 3:1 (25:19, 20:25, 25:17, 28:26)         | Aluron Virtu Warta Zawiercie | 1852   | Sam Deroo                  |
| 09.12.2018  | 14:45 | PGE Skra Bełchatów           | 3:1 (16:25, 25:23, 25:21, 25:19)         | Czarni Radom                 | 2410   | Grzegorz Łomacz            |
| 09.12.2018  | 17:30 | Indykpol AZS Olsztyn         | 2:3 (25:11, 10:25, 25:22, 18:25, 11:15)  | Cuprum Lubin                 | 1874   | Igor Grobelny              |
| 10.12.2018  | 18:00 | MKS Będzin                   | 2:3 (22:25, 25:23, 20:25, 25:23, 24:26)  | GKS Katowice                 | 1020   | Tomas Rousseaux            |
| 11. KOLEJKA |       |                              |                                          |                              |        |                            |
| 12.12.2018  | 17:30 | Czarni Radom                 | 0:3 (21:25, 18:25, 20:25)                | ZAKSA Kędzierzyn-Koźle       | 1500   | Łukasz Kaczmarek           |
| 12.12.2018  | 18:00 | Cuprum Lubin                 | 2:3 (25:23, 19:25, 20:25, 25:21, 9:15)   | Jastrzębski Węgiel           | 1212   | Julien Lyneel              |
| 12.12.2018  | 18:00 | Aluron Virtu Warta Zawiercie | 3:2 (25:23, 25:19, 27:29, 20:25, 15:10)  | Trefl Gdańsk                 | 1500   | Taichirō Koga              |
| 12.12.2018  | 18:00 | Asseco Resovia Rzeszów       | 3:2 (27:25, 22:25, 26:24, 26:28, 16:14)  | Chemik Bydgoszcz             | 3423   | Bartłomiej Lemański        |
| 12.12.2018  | 19:00 | GKS Katowice                 | 3:0 (25:23, 25:17, 25:19)                | PGE Skra Bełchatów           | 1150   | Tomas Rousseaux            |
| 12.12.2018  | 20:30 | Onico Warszawa               | 3:1 (25:18, 25:21, 21:25, 25:11)         | Indykpol AZS Olsztyn         | 4525   | Bartosz Kurek              |
| 12. KOLEJKA |       |                              |                                          |                              |        |                            |
| 15.12.2018  | 17:30 | ZAKSA Kędzierzyn-Koźle       | 3:1 (23:25, 25:19, 25:18, 25:20)         | GKS Katowice                 | 1186   | Sam Deroo                  |
| 15.12.2018  | 20:30 | Indykpol AZS Olsztyn         | 2:3 (23:25, 18:25, 25:23, 25:17, 9:15)   | Aluron Virtu Warta Zawiercie | 1682   | Kamil Semeniuk             |
| 16.12.2018  | 14:45 | Trefl Gdańsk                 | 0:3 (23:25, 20:25, 18:25)                | Czarni Radom                 | 2150   | Maksim Żygałow             |
| 16.12.2018  | 17:30 | Jastrzębski Węgiel           | 2:3 (22:25, 17:25, 25:19, 25:20, 11:15)  | Onico Warszawa               | 2811   | Bartosz Kwolek             |
| 16.12.2018  | 20:30 | Asseco Resovia Rzeszów       | 3:0 (25:21, 25:22, 25:15)                | Cuprum Lubin                 | 2547   | David Smith                |
| 17.12.2018  | 17:30 | Chemik Bydgoszcz             | 3:0 (25:18, 25:21, 25:20)                | MKS Będzin                   | 1074   | Bartosz Filipiak           |
| 13. KOLEJKA |       |                              |                                          |                              |        |                            |
| 20.12.2018  | 20:30 | Czarni Radom                 | 1:3 (22:25, 22:25, 28:26, 16:25)         | Asseco Resovia Rzeszów       | 1500   | Damian Schulz              |
| 21.12.2018  | 17:30 | Aluron Virtu Warta Zawiercie | 3:1 (25:22, 25:20, 15:25, 25:23)         | Cuprum Lubin                 | 1500   | Michal Masný               |
| 21.12.2018  | 20:30 | Chemik Bydgoszcz             | 1:3 (25:22, 18:25, 19:25, 19:25)         | Onico Warszawa               | 3058   | Piotr Łukasik              |
| 22.12.2018  | 14:45 | PGE Skra Bełchatów           | 1:3 (25:27, 25:23, 20:25, 22:25)         | ZAKSA Kędzierzyn-Koźle       | 2460   | Aleksander Śliwka          |
| 22.12.2018  | 17:30 | Jastrzębski Węgiel           | 3:0 (25:18, 25:20, 25:20)                | GKS Katowice                 | 2206   | Dawid Konarski             |
| 22.12.2018  | 20:30 | MKS Będzin                   | 0:3 (23:25, 23:25, 19:25 )               | Trefl Gdańsk                 | 1000   | Maciej Muzaj               |
| 14. KOLEJKA |       |                              |                                          |                              |        |                            |
| 21.11.2018  | 18:00 | Cuprum Lubin                 | 1:3 (19:25, 27:25, 23:25, 16:25)         | Onico Warszawa               | 1058   | Bartosz Kwolek             |
| 30.11.2018  | 20:30 | ZAKSA Kędzierzyn-Koźle       | 3:0 (25:16, 25:18, 25:22)                | MKS Będzin                   | 1003   | Paweł Zatorski             |
| 29.12.2018  | 17:30 | PGE Skra Bełchatów           | 3:0 (25:22, 25:21, 25:15)                | Chemik Bydgoszcz             | 2421   | Jakub Kochanowski          |
| 29.12.2018  | 20:30 | Indykpol AZS Olsztyn         | 1:3 (19:25, 18:25, 25:21, 15:25)         | GKS Katowice                 | 2069   | Bartosz Mariański          |
| 29.12.2018  | 14:45 | Jastrzębski Węgiel           | 3:0 (25:16, 25:16, 25:20 )               | Czarni Radom                 | 2920   | Julien Lyneel              |
| 01.02.2019  | 20:30 | Asseco Resovia Rzeszów       | 0:3 (21:25, 23:25, 22:25)                | Aluron Virtu Warta Zawiercie | 3125   | Michal Masný               |
| 15. KOLEJKA |       |                              |                                          |                              |        |                            |
| 11.01.2019  | 17:30 | MKS Będzin                   | 0:3 (22:25, 14:25, 20:25)                | PGE Skra Bełchatów           | 1450   | Jakub Kochanowski          |
| 11.01.2019  | 20:30 | GKS Katowice                 | 3:1 (25:20, 27:29, 25:19, 25:18)         | Trefl Gdańsk                 | 600    | Marcin Komenda             |
| 12.01.2019  | 14:45 | Onico Warszawa               | 3:0 (25:18, 25:21, 25:14)                | Asseco Resovia Rzeszów       | 5588   | Nikołaj Penczew            |
| 13.01.2019  | 14:45 | Czarni Radom                 | 3:2 (16:25, 25:20, 25:14, 18:25, 15:7)   | Indykpol AZS Olsztyn         | 1500   | Michał Filip               |
| 13.01.2019  | 20:30 | Chemik Bydgoszcz             | 2:3 (25:19, 25:22, 17:25, 23:25, 10:15)  | Cuprum Lubin                 | 1274   | Maciej Gorzkiewicz         |
| 14.01.2019  | 17:30 | Jastrzębski Węgiel           | 3:1 (25:21, 25:15, 22:25, 25:14)         | Aluron Virtu Warta Zawiercie | 2400   | Christian Fromm            |
| 16. KOLEJKA |       |                              |                                          |                              |        |                            |
| 18.01.2019  | 17:30 | Czarni Radom                 | 3:1 (25:20, 25:20, 15:25, 25:17)         | Cuprum Lubin                 | 1500   | Michał Filip               |
| 19.01.2019  | 14:45 | Aluron Virtu Warta Zawiercie | 3:1 (22:25, 25:19, 25:23, 25:23)         | Onico Warszawa               | 1500   | Marcin Waliński            |
| 19.01.2019  | 20:30 | Chemik Bydgoszcz             | 0:3 (14:25, 20:25, 20:25)                | ZAKSA Kędzierzyn-Koźle       | 1429   | Paweł Zatorski             |
| 20.01.2019  | 17:30 | GKS Katowice                 | 3:0 (25:21, 25:23, 25:18 )               | Asseco Resovia Rzeszów       | 1200   | Karol Butryn               |
| 21.01.2019  | 20:30 | MKS Będzin                   | 0:3 (14:25, 36:38, 19:25)                | Indykpol AZS Olsztyn         | 350    | Miłosz Zniszczoł           |
| 11.03.2019  | 20:30 | Trefl Gdańsk                 | 2:3 (25:27, 25:27, 25:18, 25:22, 11:15)  | PGE Skra Bełchatów           | 3400   | Mariusz Wlazły             |
| 17. KOLEJKA |       |                              |                                          |                              |        |                            |
| 30.01.2019  | 20:30 | Aluron Virtu Warta Zawiercie | 3:1 (25:27, 27:25, 26:24, 25:21)         | Chemik Bydgoszcz             | 1500   | Kamil Semeniuk             |
| 01.02.2019  | 17:30 | Cuprum Lubin                 | 3:1 (23:25, 25:18, 25:19, 25:19)         | GKS Katowice                 | 1063   | Masahiro Yanagida          |
| 02.02.2019  | 14:45 | Indykpol AZS Olsztyn         | 3:1 (20:25, 36:34, 25:21, 25:15)         | PGE Skra Bełchatów           | 2390   | Paweł Woicki               |
| 02.02.2019  | 17:30 | Onico Warszawa               | 3:0 (25:21, 25:19, 25:16)                | Czarni Radom                 | 4128   | Damian Wojtaszek           |
| 03.02.2019  | 17:30 | Jastrzębski Węgiel           | 3:0 (25:17, 25:20, 25:21)                | MKS Będzin                   | 2667   | Lukas Kampa                |
| 05.03.2019  | 20:30 | Trefl Gdańsk                 | 3:1 (26:24, 25:20, 23:25, 25:21)         | ZAKSA Kędzierzyn-Koźle       | 2500   | Michał Kozłowski           |
| 18. KOLEJKA |       |                              |                                          |                              |        |                            |
| 03.02.2019  | 14:45 | Chemik Bydgoszcz             | 0:3 (17:25, 24:26, 21:25)                | Trefl Gdańsk                 | 2075   | Maciej Muzaj               |
| 05.02.2019  | 20:30 | MKS Będzin                   | 1:3 (25:22, 15:25, 15:25, 23:25)         | Asseco Resovia Rzeszów       | 1000   | Thibault Rossard           |
| 06.02.2019  | 17:30 | GKS Katowice                 | 1:3 (22:25, 26:24, 18:25, 15:25)         | Onico Warszawa               | 3500   | Bartosz Kurek              |
| 06.02.2019  | 18:30 | ZAKSA Kędzierzyn-Koźle       | 3:1 (25:18, 33:35, 25:20, 25:22)         | Indykpol AZS Olsztyn         | 1583   | Paweł Zatorski             |
| 06.02.2019  | 20:30 | PGE Skra Bełchatów           | 1:3 (25:27, 25:20, 23:25, 27:29)         | Jastrzębski Węgiel           | 2366   | Jakub Bucki                |
| 07.02.2019  | 20:30 | Czarni Radom                 | 3:1 (25:21, 19:25, 26:24, 30:28)         | Aluron Virtu Warta Zawiercie | 1500   | Wojciech Żaliński          |
| 19. KOLEJKA |       |                              |                                          |                              |        |                            |
| 16.01.2019  | 20:30 | GKS Katowice                 | 3:0 (25:20, 25:19, 27:25)                | Aluron Virtu Warta Zawiercie | 3200   | Tomas Rousseaux            |
| 09.02.2019  | 14:45 | Jastrzębski Węgiel           | 0:3 (20:25, 19:25, 20:25)                | ZAKSA Kędzierzyn-Koźle       | 3112   | Paweł Zatorski             |
| 09.02.2019  | 17:30 | Cuprum Lubin                 | 3:0 (25:20, 25:22, 25:23)                | MKS Będzin                   | 1188   | Maciej Gorzkiewicz         |
| 10.02.2019  | 14:45 | Asseco Resovia Rzeszów       | 3:1 (23:25, 25:17, 25:23, 25:22)         | PGE Skra Bełchatów           | 4223   | Thibault Rossard           |
| 10.02.2019  | 17:30 | Indykpol AZS Olsztyn         | 2:3 (25:20, 16:25, 18:25, 25:19, 11:15)  | Trefl Gdańsk                 | 2234   | Piotr Nowakowski           |
| 11.02.2019  | 20:30 | Czarni Radom                 | 3:1 (23:25, 25:23, 25:14, 25:21)         | Chemik Bydgoszcz             | 1500   | Dejan Vinčić               |
| 20. KOLEJKA |       |                              |                                          |                              |        |                            |
| 14.02.2019  | 20:30 | Onico Warszawa               | 3:0 (25:22, 25:20, 25:22)                | MKS Będzin                   | 3286   | Andrzej Wrona              |
| 15.02.2019  | 17:30 | Chemik Bydgoszcz             | 3:1 (25:19, 20:25, 25:23, 25:20)         | Indykpol AZS Olsztyn         | 1850   | Raphael Margarido          |
| 16.02.2019  | 14:45 | ZAKSA Kędzierzyn-Koźle       | 0:3 (17:25, 21:25, 21:25)                | Asseco Resovia Rzeszów       | 2444   | Kawika Shoji               |
| 16.02.2019  | 17:30 | GKS Katowice                 | 3:0 (25:15, 25:17, 31:29)                | Czarni Radom                 | 550    | Bartosz Krzysiek           |
| 17.02.2019  | 14:45 | Trefl Gdańsk                 | 1:3 (20:25, 25:19, 22:25, 26:28)         | Jastrzębski Węgiel           | 3050   | Dawid Konarski             |
| 17.02.2019  | 17:30 | PGE Skra Bełchatów           | 3:1 (25:20, 21:25, 25:21, 25:19)         | Cuprum Lubin                 | 2106   | Jakub Kochanowski          |
| 21. KOLEJKA |       |                              |                                          |                              |        |                            |
| 20.02.2019  | 17:30 | Asseco Resovia Rzeszów       | 3:1 (25:21, 25:16, 19:25, 29:27)         | Trefl Gdańsk                 | 4293   | Thibault Rossard           |
| 20.02.2019  | 18:00 | Cuprum Lubin                 | 0:3 (18:25, 22:25, 22:25)                | ZAKSA Kędzierzyn-Koźle       | 1801   | Aleksander Śliwka          |
| 20.02.2019  | 18:00 | Aluron Virtu Warta Zawiercie | 3:1 (25:22, 25:20, 22:25, 27:25)         | MKS Będzin                   | 1500   | Michal Masný               |
| 20.02.2019  | 18:00 | Jastrzębski Węgiel           | 2:3 (31:33, 25:21, 27:25, 22:25, 13:15 ) | Indykpol AZS Olsztyn         | 2611   | Marcel Lux                 |
| 20.02.2019  | 18:30 | GKS Katowice                 | 3:1 (22:25, 25:18, 25:20, 25:13)         | Chemik Bydgoszcz             | 450    | Rafał Sobański             |
| 20.02.2019  | 20:30 | Onico Warszawa               | 2:3 (21:25, 17:25, 30:28, 25:16, 16:18)  | PGE Skra Bełchatów           | 5372   | Grzegorz Łomacz            |
| 22. KOLEJKA |       |                              |                                          |                              |        |                            |
| 23.02.2019  | 14:45 | ZAKSA Kędzierzyn-Koźle       | 1:3 (17:25, 25:23, 21:25, 23:25)         | Onico Warszawa               | 2033   | Bartosz Kwolek             |
| 23.02.2019  | 20:30 | Trefl Gdańsk                 | 3:0 (25:20, 25:17, 25:21)                | Cuprum Lubin                 | 1000   | Piotr Nowakowski           |
| 24.02.2019  | 14:45 | PGE Skra Bełchatów           | 3:2 (15:25, 23:25, 25:23, 25:16, 15:13)  | Aluron Virtu Warta Zawiercie | 2348   | Jakub Kochanowski          |
| 24.02.2019  | 17:30 | Indykpol AZS Olsztyn         | 3:0 (25:22, 25:22, 25:18)                | Asseco Resovia Rzeszów       | 2031   | Jan Hadrava                |
| 25.02.2019  | 17:30 | Chemik Bydgoszcz             | 0:3 (19:25, 20:25, 23:25)                | Jastrzębski Węgiel           | 1170   | Julien Lyneel              |
| 25.02.2019  | 20:30 | MKS Będzin                   | 1:3 (25:23, 12:25, 28:30, 19:25 )        | Czarni Radom                 | 500    | Wojciech Żaliński          |
| 23. KOLEJKA |       |                              |                                          |                              |        |                            |
| 01.03.2019  | 20:30 | GKS Katowice                 | 3:2 (25:20, 18:25, 25:15, 19:25, 15:6)   | MKS Będzin                   | 500    | Rafał Sobański             |
| 02.03.2019  | 14:45 | Czarni Radom                 | 2:3 (25:20, 25:21, 20:25, 21:25, 10:15)  | PGE Skra Bełchatów           | 1500   | Milad Ebadipur             |
| 02.03.2019  | 17:30 | Onico Warszawa               | 3:0 (25:19, 25:17, 25:18)                | Trefl Gdańsk                 | 1238   | Bartosz Kurek              |
| 02.03.2019  | 20:30 | Asseco Resovia Rzeszów       | 3:0 (25:21, 25:21, 25:17)                | Jastrzębski Węgiel           | 3428   | Jakub Jarosz               |
| 03.03.2019  | 14:45 | Aluron Virtu Warta Zawiercie | 1:3 (25:22, 19:25, 21:25, 16:25)         | ZAKSA Kędzierzyn-Koźle       | 1500   | Łukasz Kaczmarek           |
| 03.03.2019  | 17:30 | Cuprum Lubin                 | 1:3 (25:19, 22:25, 20:25, 21:25)         | Indykpol AZS Olsztyn         | 1122   | Paweł Woicki               |
| 24. KOLEJKA |       |                              |                                          |                              |        |                            |
| 07.03.2019  | 17:30 | Jastrzębski Węgiel           | 3:0 (25:18, 25:20, 25:17)                | Cuprum Lubin                 | 2596   | Wojciech Ferens            |
| 07.03.2019  | 20:30 | PGE Skra Bełchatów           | 3:1 (25:20, 23:25, 25:23, 25:15)         | GKS Katowice                 | 2219   | Milad Ebadipur             |
| 08.03.2019  | 17:30 | Trefl Gdańsk                 | 1:3 (17:25, 25:21, 26:28, 23:25)         | Aluron Virtu Warta Zawiercie | 1250   | Mateusz Malinowski         |
| 08.03.2019  | 20:30 | Indykpol AZS Olsztyn         | 1:3 (19:25, 21:25, 25:20, 18:25)         | Onico Warszawa               | 2399   | Bartosz Kurek              |
| 10.03.2019  | 20:30 | ZAKSA Kędzierzyn-Koźle       | 3:1 (25:21, 23:25, 25:23, 25:23 )        | Czarni Radom                 | 848    | Rafał Szymura              |
| 11.03.2019  | 17:30 | Chemik Bydgoszcz             | 1:3 (20:25, 25:22, 16:25, 15:25)         | Asseco Resovia Rzeszów       | 2000   | Damian Schulz              |
| 25. KOLEJKA |       |                              |                                          |                              |        |                            |
| 15.03.2019  | 17:30 | Cuprum Lubin                 | 3:0 (25:22, 25:22, 28:26)                | Asseco Resovia Rzeszów       | 1281   | Kert Toobal                |
| 15.03.2019  | 20:30 | MKS Będzin                   | 1:3 (22:25, 25:23, 18:25, 20:25)         | Chemik Bydgoszcz             | 550    | Bartłomiej Lipiński        |
| 16.03.2019  | 14:45 | GKS Katowice                 | 1:3 (26:24, 18:25, 18:25, 22:25)         | ZAKSA Kędzierzyn-Koźle       | 1100   | Łukasz Kaczmarek           |
| 16.03.2019  | 17:30 | Czarni Radom                 | 3:0 (25:23, 25:21, 25:22)                | Trefl Gdańsk                 | 1500   | Michał Filip               |
| 17.03.2019  | 14:45 | Aluron Virtu Warta Zawiercie | 3:0 (25:15, 25:21, 25:22)                | Indykpol AZS Olsztyn         | 1500   | Mateusz Malinowski         |
| 17.03.2019  | 20:30 | Onico Warszawa               | 3:0 (27:25, 25:15, 25:21)                | Jastrzębski Węgiel           | 4268   | Graham Vigrass             |
| 26. KOLEJKA |       |                              |                                          |                              |        |                            |
| 19.03.2019  | 17:30 | GKS Katowice                 | 1:3 (21:25, 18:25, 28:26, 18:25)         | Jastrzębski Węgiel           | 2100   | Wojciech Ferens            |
| 19.03.2019  | 20:30 | Asseco Resovia Rzeszów       | 3:1 (25:22, 18:25, 25:21, 25:20)         | Czarni Radom                 | 2837   | Bartłomiej Lemański        |
| 20.03.2019  | 20:30 | Onico Warszawa               | 3:0 (25:13, 25:22, 25:20)                | Chemik Bydgoszcz             | 3410   | Konrad Buczek              |
| 23.03.2019  | 14:45 | Cuprum Lubin                 | 0:3 (18:25, 22:25, 19:25)                | Aluron Virtu Warta Zawiercie | 1116   | Krzysztof Rejno            |
| 23.03.2019  | 17:30 | Trefl Gdańsk                 | 2:3 (25:18, 25:21, 23:25, 32:24, 11:15 ) | MKS Będzin                   | 1190   | Rafał Faryna               |
| 24.03.2019  | 14:45 | ZAKSA Kędzierzyn-Koźle       | 3:1 (25:23, 38:36, 19:25, 25:23)         | PGE Skra Bełchatów           | 2200   | Sam Deroo                  |

#### Tabela
| Lp. | Drużyna                      | Pkt | Mecze | Mecze | Mecze | Rodzaj wyniku | Rodzaj wyniku | Rodzaj wyniku | Rodzaj wyniku | Rodzaj wyniku | Rodzaj wyniku | Sety | Sety | Sety  | Małe punkty | Małe punkty | Małe punkty |
| Lp. | Drużyna                      | Pkt | M     | W     | P     | 3:0           | 3:1           | 3:2           | 2:3           | 1:3           | 0:3           | wyg. | prz. | stos. | zdob.       | str.        | stos.       |
| --- | ---------------------------- | --- | ----- | ----- | ----- | ------------- | ------------- | ------------- | ------------- | ------------- | ------------- | ---- | ---- | ----- | ----------- | ----------- | ----------- |
| 1   | ZAKSA Kędzierzyn-Koźle       | 62  | 24    | 21    | 3     | 9             | 11            | 1             | 0             | 2             | 1             | 65   | 22   | 2.95  | 2130        | 1873        | 1.14        |
| 2   | Onico Warszawa               | 57  | 24    | 19    | 5     | 7             | 11            | 1             | 1             | 2             | 2             | 61   | 28   | 2.18  | 2099        | 1847        | 1.14        |
| 3   | Jastrzębski Węgiel           | 50  | 24    | 17    | 7     | 7             | 7             | 3             | 2             | 0             | 5             | 55   | 34   | 1.62  | 2043        | 1923        | 1.06        |
| 4   | Aluron Virtu Warta Zawiercie | 43  | 24    | 15    | 9     | 4             | 7             | 4             | 2             | 5             | 2             | 54   | 42   | 1.29  | 2172        | 2128        | 1.02        |
| 5   | Cerrad Czarni Radom          | 42  | 24    | 14    | 10    | 8             | 5             | 1             | 1             | 4             | 5             | 48   | 37   | 1.3   | 1933        | 1864        | 1.04        |
| 6   | PGE Skra Bełchatów           | 38  | 24    | 14    | 10    | 4             | 5             | 5             | 1             | 7             | 2             | 51   | 45   | 1.13  | 2216        | 2172        | 1.02        |
| 7   | Asseco Resovia Rzeszów       | 35  | 24    | 11    | 13    | 3             | 7             | 1             | 3             | 3             | 7             | 42   | 48   | 0.88  | 2077        | 2058        | 1.01        |
| 8   | GKS Katowice                 | 32  | 24    | 11    | 13    | 5             | 4             | 2             | 1             | 9             | 3             | 44   | 47   | 0.94  | 2042        | 2066        | 0.99        |
| 9   | Indykpol AZS Olsztyn         | 30  | 24    | 9     | 15    | 5             | 2             | 2             | 5             | 8             | 2             | 45   | 51   | 0.88  | 2095        | 2187        | 0.96        |
| 10  | Trefl Gdańsk                 | 28  | 24    | 9     | 15    | 4             | 2             | 3             | 4             | 6             | 5             | 41   | 53   | 0.77  | 2070        | 2128        | 0.97        |
| 11  | Chemik Bydgoszcz             | 22  | 24    | 7     | 17    | 2             | 4             | 1             | 2             | 7             | 8             | 32   | 57   | 0.56  | 1903        | 2090        | 0.91        |
| 12  | Cuprum Lubin                 | 20  | 24    | 7     | 17    | 3             | 2             | 2             | 1             | 6             | 10            | 29   | 57   | 0.51  | 1829        | 1977        | 0.93        |
| 13  | MKS Będzin                   | 9   | 24    | 2     | 22    | 1             | 0             | 1             | 4             | 8             | 10            | 22   | 68   | 0.32  | 1881        | 2177        | 0.86        |

Źródło: plusliga.pl (pol.)
Punktacja: 3:0 i 3:1 – 3 pkt; 3:2 – 2 pkt; 2:3 – 1 pkt; 1:3 i 0:3 – 0 pkt
Zasady ustalania kolejności: 1. liczba punktów; 2. liczba zwycięstw; 3. stosunek setów; 4. stosunek małych punktów; 5. bilans w bezpośrednich meczach
Stocznia Szczecin z powodu problemów finansowych wycofała się z rozgrywek po 9.kolejce. Jej wyniki zostały anulowane.
     walka o mistrzostwo
     mecze o miejsca 7-12

### Faza play-off

#### Runda I

##### Ćwierćfinał
(do 2 zwycięstw)
| Data       | Godz. | Gospodarz          | Rezultat                                | Gość               | Widzów | MVP            |
| ---------- | ----- | ------------------ | --------------------------------------- | ------------------ | ------ | -------------- |
| 27.03.2019 | 17:30 | Jastrzębski Węgiel | 3:2 (25:22, 25:20, 27:29, 21:25, 15:11) | PGE Skra Bełchatów | 2800   | Dawid Konarski |
| 30.03.2019 | 14:45 | PGE Skra Bełchatów | 0:3 (20:25, 15:25, 21:25)               | Jastrzębski Węgiel | 2310   | Grzegorz Kosok |

| Data       | Godz. | Gospodarz                    | Rezultat                                | Gość                         | Widzów | MVP                |
| ---------- | ----- | ---------------------------- | --------------------------------------- | ---------------------------- | ------ | ------------------ |
| 27.03.2019 | 20:30 | Aluron Virtu Warta Zawiercie | 3:2 (27:29, 25:22, 21:25, 25:17, 15:13) | Cerrad Czarni Radom          | 1500   | Alexandre Ferreira |
| 31.03.2019 | 14:45 | Cerrad Czarni Radom          | 3:1 (26:28, 25:20, 34:32, 25:21)        | Aluron Virtu Warta Zawiercie | 1500   | Tomasz Fornal      |
| 07.04.2019 | 17:30 | Aluron Virtu Warta Zawiercie | 3:0 (25:21, 25:19, 25:17)               | Cerrad Czarni Radom          | 1500   | Michal Masný       |

##### Mecze o 7 miejsce
(do 2 zwycięstw)
| Data       | Godz. | Gospodarz              | Rezultat                  | Gość                   | Widzów | MVP              |
| ---------- | ----- | ---------------------- | ------------------------- | ---------------------- | ------ | ---------------- |
| 01.04.2019 | 20:30 | Asseco Resovia Rzeszów | 3:0 (25:22, 25:18, 25:19) | GKS Katowice           | 2377   | Thibault Rossard |
| 06.04.2019 | 20:30 | GKS Katowice           | 0:3 (21:25, 17:25, 22:25) | Asseco Resovia Rzeszów | 600    | Kawika Shoji     |

##### Mecze o 9 miejsce
(do 2 zwycięstw)
| Data       | Godz. | Gospodarz            | Rezultat                  | Gość                 | Widzów | MVP          |
| ---------- | ----- | -------------------- | ------------------------- | -------------------- | ------ | ------------ |
| 30.03.2019 | 17:30 | Indykpol AZS Olsztyn | 0:3 (18:25, 20:25, 26:28) | Trefl Gdańsk         | 1678   | Maciej Muzaj |
| 05.04.2019 | 17:30 | Trefl Gdańsk         | 3:0 (25:22, 25:23, 25:23) | Indykpol AZS Olsztyn | 2100   | Maciej Muzaj |

##### Mecze o 11 miejsce
(do 2 zwycięstw)
| Data       | Godz. | Gospodarz        | Rezultat                                | Gość             | Widzów | MVP           |
| ---------- | ----- | ---------------- | --------------------------------------- | ---------------- | ------ | ------------- |
| 31.03.2019 | 17:30 | Chemik Bydgoszcz | 2:3 (13:25, 25:22, 25:23, 21:25, 11:15) | Cuprum Lubin     | 1000   | Luke Smith    |
| 05.04.2019 | 20:30 | Cuprum Lubin     | 3:1 (25:20, 26:28, 25:23, 25:14)        | Chemik Bydgoszcz | 827    | Igor Grobelny |

#### Runda II

##### Półfinał
(do 2 zwycięstw)
| Data       | Godz. | Gospodarz          | Rezultat                                | Gość               | Widzów | MVP             |
| ---------- | ----- | ------------------ | --------------------------------------- | ------------------ | ------ | --------------- |
| 16.04.2019 | 20:30 | Onico Warszawa     | 1:3 (25:20, 22:25, 23:25, 25:27)        | Jastrzębski Węgiel | 5542   | Dawid Konarski  |
| 19.04.2019 | 17:30 | Jastrzębski Węgiel | 0:3 (19:25, 23:25, 21:25)               | Onico Warszawa     | 3112   | Nikołaj Penczew |
| 24.04.2019 | 20:30 | Onico Warszawa     | 3:2 (25:20, 25:23, 22:25, 21:25, 15:12) | Jastrzębski Węgiel | 4394   | Piotr Łukasik   |

| Data       | Godz. | Gospodarz                    | Rezultat                                | Gość                         | Widzów | MVP          |
| ---------- | ----- | ---------------------------- | --------------------------------------- | ---------------------------- | ------ | ------------ |
| 13.04.2019 | 14:45 | ZAKSA Kędzierzyn-Koźle       | 1:3 (25:20, 22:25, 22:25, 22:25)        | Aluron Virtu Warta Zawiercie | 2387   | Michal Masný |
| 17.04.2019 | 17:30 | Aluron Virtu Warta Zawiercie | 2:3 (25:16, 25:23, 19:25, 18:25, 12:15) | ZAKSA Kędzierzyn-Koźle       | 1500   | Sam Deroo    |
| 24.04.2019 | 17:30 | ZAKSA Kędzierzyn-Koźle       | 3:1 (25:22, 21:25, 25:17, 25:22)        | Aluron Virtu Warta Zawiercie | 2551   | Sam Deroo    |

##### Mecze o 5 miejsce
(do 2 zwycięstw)
| Data       | Godz. | Gospodarz           | Rezultat                                | Gość                | Widzów | MVP               |
| ---------- | ----- | ------------------- | --------------------------------------- | ------------------- | ------ | ----------------- |
| 13.04.2019 | 20:30 | Cerrad Czarni Radom | 3:2 (25:21, 23:25, 21:25, 26:24, 16:14) | PGE Skra Bełchatów  | 1400   | Tomasz Fornal     |
| 16.04.2019 | 17:30 | PGE Skra Bełchatów  | 3:2 (23:25, 25:22, 25:17, 27:29, 15:13) | Cerrad Czarni Radom | 687    | Jakub Kochanowski |
| 25.04.2019 | 17:30 | Cerrad Czarni Radom | 3:0 (25:19, 26:24, 25:18)               | PGE Skra Bełchatów  | 1500   | Dejan Vinčić      |

##### Mecze o 3 miejsce
(do 3 zwycięstw)
| Data       | Godz. | Gospodarz                    | Rezultat                                | Gość                         | Widzów | MVP            |
| ---------- | ----- | ---------------------------- | --------------------------------------- | ---------------------------- | ------ | -------------- |
| 27.04.2019 | 17:30 | Jastrzębski Węgiel           | 3:2 (23:25, 25:17, 25:18, 26:28, 15:10) | Aluron Virtu Warta Zawiercie | 2613   | Dawid Konarski |
| 01.05.2019 | 17:30 | Aluron Virtu Warta Zawiercie | 2:3 (19:25, 25:21, 25:21, 22:25, 21:23) | Jastrzębski Węgiel           | 1500   | Lukas Kampa    |
| 04.05.2019 | 14:45 | Jastrzębski Węgiel           | 3:0 (25:21, 25:22, 25:17)               | Aluron Virtu Warta Zawiercie | 2986   | Dawid Konarski |

##### Finały
(do 3 zwycięstw)
| Data       | Godz. | Gospodarz              | Rezultat                                | Gość                   | Widzów | MVP             |
| ---------- | ----- | ---------------------- | --------------------------------------- | ---------------------- | ------ | --------------- |
| 27.04.2019 | 14:45 | ZAKSA Kędzierzyn-Koźle | 3:2 (25:23, 25:21, 20:25, 27:29, 17:15) | Onico Warszawa         | 2290   | Mateusz Bieniek |
| 01.05.2019 | 20:30 | Onico Warszawa         | 0:3 (22:25, 24:26, 22:25)               | ZAKSA Kędzierzyn-Koźle | 5615   | Sam Deroo       |
| 04.05.2019 | 17:30 | ZAKSA Kędzierzyn-Koźle | 3:1 (25:22, 19:25, 32:30, 25:19)        | Onico Warszawa         | 3200   | Rafał Szymura   |

## Klasyfikacja
| Lp. | Drużyna                      |
| --- | ---------------------------- |
| 1.  | ZAKSA Kędzierzyn-Koźle       |
| 2.  | Onico Warszawa               |
| 3.  | Jastrzębski Węgiel           |
| 4.  | Aluron Virtu Warta Zawiercie |
| 5.  | Cerrad Czarni Radom          |
| 6.  | PGE Skra Bełchatów           |
| 7.  | Asseco Resovia Rzeszów       |
| 8.  | GKS Katowice                 |
| 9.  | Trefl Gdańsk                 |
| 10. | Indykpol AZS Olsztyn         |
| 11. | Cuprum Lubin                 |
| 12. | Chemik Bydgoszcz             |
| 13. | MKS Będzin                   |
| 14. | Stocznia Szczecin            |

     Liga Mistrzów 2019/2020
     Puchar Challenge 2019/2020

## Składy drużyn
| PGE Skra Bełchatów | PGE Skra Bełchatów   | PGE Skra Bełchatów | PGE Skra Bełchatów | PGE Skra Bełchatów |
| Nr                 | Imię i nazwisko      | Data ur.           | Wzrost             | Pozycja            |
| ------------------ | -------------------- | ------------------ | ------------------ | ------------------ |
| 1                  | Kamil Droszyński     | 28.01.1997         | 190                | rozgrywający       |
| 2                  | Mariusz Wlazły       | 04.08.1983         | 194                | atakujący          |
| 3                  | Renee Teppan         | 26.09.1993         | 197                | atakujący          |
| 6                  | Karol Kłos           | 08.08.1989         | 201                | środkowy           |
| 7                  | Jakub Kochanowski    | 17.07.1997         | 200                | środkowy           |
| 8                  | Milan Katić          | 22.10.1993         | 201                | przyjmujący        |
| 9                  | Patryk Czarnowski    | 01.11.1985         | 202                | środkowy           |
| 10                 | Robert Milczarek     | 28.11.1983         | 188                | libero             |
| 11                 | Milad Ebadipur       | 17.10.1993         | 196                | przyjmujący        |
| 12                 | Artur Szalpuk        | 20.03.1995         | 201                | przyjmujący        |
| 14                 | David Fiel Rodriguez | 28.08.1993         | 204                | środkowy           |
| 15                 | Grzegorz Łomacz      | 01.10.1987         | 187                | rozgrywający       |
| 16                 | Kacper Piechocki     | 17.12.1995         | 184                | libero             |
| 17                 | Piotr Orczyk         | 19.03.1993         | 198                | przyjmujący        |
|                    | Roberto Piazza       | Trener             | Trener             | Trener             |
|                    | Michał Winiarski     | Asystent trenera   | Asystent trenera   | Asystent trenera   |

| ZAKSA Kędzierzyn-Koźle | ZAKSA Kędzierzyn-Koźle | ZAKSA Kędzierzyn-Koźle | ZAKSA Kędzierzyn-Koźle | ZAKSA Kędzierzyn-Koźle |
| Nr                     | Imię i nazwisko        | Data ur.               | Wzrost                 | Pozycja                |
| ---------------------- | ---------------------- | ---------------------- | ---------------------- | ---------------------- |
| 1                      | Paweł Zatorski         | 21.06.1990             | 184                    | libero                 |
| 2                      | Łukasz Kaczmarek       | 29.06.1994             | 204                    | atakujący              |
| 4                      | Przemysław Stępień     | 07.02.1994             | 185                    | rozgrywający           |
| 5                      | James Shaw             | 05.03.1994             | 203                    | atakujący              |
| 6                      | Benjamin Toniutti      | 30.10.1989             | 183                    | rozgrywający           |
| 8                      | Sławomir Jungiewicz    | 21.06.1989             | 195                    | atakujący              |
| 9                      | Łukasz Wiśniewski      | 03.02.1989             | 199                    | środkowy               |
| 10                     | Mateusz Bieniek        | 05.04.1994             | 210                    | środkowy               |
| 11                     | Aleksander Śliwka      | 24.05.1995             | 196                    | przyjmujący            |
| 12                     | Brandon Koppers        | 09.09.1995             | 200                    | przyjmujący            |
| 13                     | Rafał Szymura          | 29.08.1995             | 196                    | przyjmujący            |
| 15                     | Sam Deroo              | 24.04.1992             | 199                    | przyjmujący            |
| 16                     | Tomasz Kalembka        | 30.06.1991             | 202                    | środkowy               |
| 17                     | Mateusz Sacharewicz    | 23.10.1989             | 198                    | środkowy               |
| 20                     | Kamil Szymura          | 29.01.1999             | 185                    | libero                 |
|                        | Andrea Gardini         | Trener                 | Trener                 | Trener                 |
|                        | Michał Chadała         | Asystent trenera       | Asystent trenera       | Asystent trenera       |

| Trefl Gdańsk | Trefl Gdańsk      | Trefl Gdańsk     | Trefl Gdańsk     | Trefl Gdańsk     |
| Nr           | Imię i nazwisko   | Data ur.         | Wzrost           | Pozycja          |
| ------------ | ----------------- | ---------------- | ---------------- | ---------------- |
| 1            | Piotr Nowakowski  | 18.12.1987       | 205              | środkowy         |
| 2            | Wojciech Grzyb    | 04.01.1981       | 206              | środkowy         |
| 5            | Marcin Janusz     | 31.07.1994       | 195              | rozgrywający     |
| 6            | Szymon Jakubiszak | 13.02.1998       | 208              | przyjmujący      |
| 7            | Miłosz Hebda      | 11.03.1991       | 208              | przyjmujący      |
| 9            | Patryk Niemiec    | 18.02.1997       | 202              | środkowy         |
| 10           | Nikola Mijailović | 08.08.1989       | 191              | przyjmujący      |
| 12           | Maciej Muzaj      | 21.05.1994       | 208              | atakujący        |
| 13           | Ruben Schott      | 08.07.1994       | 192              | przyjmujący      |
| 14           | Maciej Olenderek  | 16.10.1992       | 178              | libero           |
| 16           | Fabian Majcherski | 28.03.1997       | 175              | libero           |
| 17           | Bartłomiej Mordyl | 21.01.1995       | 201              | środkowy         |
| 18           | Michał Kozłowski  | 16.02.1985       | 191              | rozgrywający     |
| 20           | Kewin Sasak       | 20.02.1997       | 208              | atakujący        |
|              | Andrea Anastasi   | Trener           | Trener           | Trener           |
|              | Piotr Graban      | Asystent trenera | Asystent trenera | Asystent trenera |

| Indykpol AZS Olsztyn | Indykpol AZS Olsztyn | Indykpol AZS Olsztyn | Indykpol AZS Olsztyn | Indykpol AZS Olsztyn |
| Nr                   | Imię i nazwisko      | Data ur.             | Wzrost               | Pozycja              |
| -------------------- | -------------------- | -------------------- | -------------------- | -------------------- |
| 1                    | Mateusz Kańczok      | 03.06.1993           | 203                  | atakujący            |
| 2                    | Jan Hadrava          | 03.06.1991           | 199                  | atakujący            |
| 3                    | Michał Żurek         | 03.06.1988           | 182                  | libero               |
| 4                    | Marcel Lux           | 27.07.1994           | 200                  | przyjmujący          |
| 5                    | Miłosz Zniszczoł     | 02.07.1986           | 199                  | środkowy             |
| 6                    | Robbert Andringa     | 28.04.1990           | 192                  | przyjmujący          |
| 7                    | Serhij Kapełuś       | 22.10.1982           | 191                  | przyjmujący          |
| 9                    | Paweł Pietraszko     | 05.10.1990           | 201                  | środkowy             |
| 10                   | Radosław Gil         | 25.01.1997           | 191                  | rozgrywający         |
| 11                   | Marcin Wika          | 09.11.1983           | 194                  | przyjmujący          |
| 12                   | Paweł Woicki         | 29.06.1983           | 183                  | rozgrywający         |
| 13                   | Sebastian Warda      | 18.01.1989           | 205                  | środkowy             |
| 14                   | Jakub Urbanowicz     | 14.08.1993           | 203                  | przyjmujący          |
| 16                   | Mateusz Poręba       | 13.03.1999           | 202                  | środkowy             |
| 17                   | Jakub Zabłocki       | 10.04.1990           | 189                  | libero               |
|                      | Michał Mieszko Gogol | Trener               | Trener               | Trener               |
|                      | Marcin Mierzejewski  | Asystent trenera     | Asystent trenera     | Asystent trenera     |

| Jastrzębski Węgiel | Jastrzębski Węgiel     | Jastrzębski Węgiel | Jastrzębski Węgiel | Jastrzębski Węgiel |
| Nr                 | Imię i nazwisko        | Data ur.           | Wzrost             | Pozycja            |
| ------------------ | ---------------------- | ------------------ | ------------------ | ------------------ |
| 1                  | Christian Fromm        | 16.08.1990         | 204                | przyjmujący        |
| 2                  | Patryk Czyrniański     | 16.03.1999         | 198                | przyjmujący        |
| 3                  | Jakub Popiwczak        | 17.04.1996         | 180                | libero             |
| 4                  | Grzegorz Kosok         | 02.03.1986         | 206                | środkowy           |
| 5                  | Jakub Bucki            | 13.08.1988         | 197                | atakujący          |
| 6                  | Dawid Konarski         | 31.08.1989         | 198                | atakujący          |
| 7                  | Paweł Rusek            | 21.01.1983         | 183                | libero             |
| 8                  | Julien Lyneel          | 15.04.1990         | 192                | atakujący          |
| 9                  | Dawid Gunia            | 01.01.1987         | 203                | środkowy           |
| 10                 | Lukas Kampa            | 29.11.1986         | 195                | rozgrywający       |
| 11                 | Jakub Turski           | 06.09.1998         | 202                | środkowy           |
| 13                 | Salvador Hidalgo Oliva | 27.12.1985         | 195                | przyjmujący        |
| 15                 | Nikodem Wolański       | 19.01.1994         | 198                | rozgrywający       |
| 16                 | Piotr Hain             | 26.02.1991         | 207                | środkowy           |
| 18                 | Michał Szalacha        | 15.01.1994         | 202                | środkowy           |
| 55                 | Wojciech Ferens        | 05.04.1991         | 194                | przyjmujący        |
|                    | Roberto Santilli       | Trener             | Trener             | Trener             |
|                    | Leszek Dejewski        | Asystent trenera   | Asystent trenera   | Asystent trenera   |

| Asseco Resovia Rzeszów | Asseco Resovia Rzeszów | Asseco Resovia Rzeszów | Asseco Resovia Rzeszów | Asseco Resovia Rzeszów |
| Nr                     | Imię i nazwisko        | Data ur.               | Wzrost                 | Pozycja                |
| ---------------------- | ---------------------- | ---------------------- | ---------------------- | ---------------------- |
| 1                      | Łukasz Kozub           | 03.11.1997             | 186                    | rozgrywający           |
| 2                      | Kawika Shoji           | 11.11.1987             | 190                    | rozgrywający           |
| 3                      | Bartłomiej Lemański    | 19.03.1996             | 217                    | środkowy               |
| 4                      | Luke Perry             | 20.11.1995             | 180                    | libero                 |
| 5                      | Rafael Redwitz         | 12.08.1980             | 191                    | rozgrywający           |
| 7                      | Jakub Jarosz           | 10.02.1987             | 197                    | atakujący              |
| 8                      | Damian Schulz          | 26.02.1990             | 208                    | atakujący              |
| 9                      | Thibault Rossard       | 28.08.1993             | 194                    | przyjmujący            |
| 10                     | Nicolas Szerszen       | 31.12.1996             | 194                    | przyjmujący            |
| 13                     | Mateusz Masłowski      | 13.06.1997             | 185                    | libero                 |
| 14                     | Rafał Buszek           | 28.04.1987             | 196                    | przyjmujący            |
| 15                     | Mateusz Mika           | 21.01.1991             | 207                    | przyjmujący            |
| 17                     | Marcin Możdżonek       | 09.02.1985             | 212                    | środkowy               |
| 18                     | Dawid Dryja            | 21.07.1992             | 201                    | środkowy               |
| 20                     | David Smith            | 15.05.1985             | 201                    | środkowy               |
|                        | Gheorghe Crețu         | Trener                 | Trener                 | Trener                 |
|                        | Marcin Ogonowski       | Asystent trenera       | Asystent trenera       | Asystent trenera       |

| Cuprum Lubin | Cuprum Lubin         | Cuprum Lubin     | Cuprum Lubin     | Cuprum Lubin     |
| Nr           | Imię i nazwisko      | Data ur.         | Wzrost           | Pozycja          |
| ------------ | -------------------- | ---------------- | ---------------- | ---------------- |
| 2            | Mariusz Marcyniak    | 05.03.1992       | 206              | środkowy         |
| 5            | Kert Toobal          | 03.06.1979       | 189              | rozgrywający     |
| 6            | Damian Boruch        | 14.12.1989       | 209              | środkowy         |
| 7            | Maciej Gorzkiewicz   | 16.02.1984       | 192              | rozgrywający     |
| 8            | Adrian Patucha       | 25.06.1983       | 196              | atakujący        |
| 9            | Igor Grobelny        | 08.06.1993       | 194              | przyjmujący      |
| 10           | Jakub Wachnik        | 16.02.1993       | 202              | przyjmujący      |
| 11           | Filip Biegun         | 21.05.1996       | 200              | przyjmujący      |
| 12           | Przemysław Smoliński | 27.11.1992       | 201              | środkowy         |
| 13           | Jędrzej Gruszczyński | 13.11.1997       | 186              | libero           |
| 14           | Luke Smith           | 30.08.1990       | 204              | przyjmujący      |
| 15           | Masahiro Yanagida    | 06.07.1992       | 186              | przyjmujący      |
| 16           | Bartosz Makoś        | 01.08.1998       | 175              | libero           |
| 17           | Bartłomiej Zawalski  | 13.02.1999       | 204              | środkowy         |
| 23           | Jakub Ziobrowski     | 23.01.1997       | 202              | atakujący        |
|              | Marcelo Fronckowiak  | Trener           | Trener           | Trener           |
|              | Rainer Vassiljev     | Asystent trenera | Asystent trenera | Asystent trenera |

| Onico Warszawa | Onico Warszawa             | Onico Warszawa   | Onico Warszawa   | Onico Warszawa   |
| Nr             | Imię i nazwisko            | Data ur.         | Wzrost           | Pozycja          |
| -------------- | -------------------------- | ---------------- | ---------------- | ---------------- |
| 1              | Jakub Kowalczyk            | 26.06.1986       | 200              | środkowy         |
| 2              | Bartosz Kwolek             | 17.07.1997       | 193              | przyjmujący      |
| 3              | Konrad Buczek              | 17.02.1994       | 190              | rozgrywający     |
| 4              | Maciej Muzaj               | 21.05.1994       | 208              | atakujący        |
| 6              | Antoine Brizard            | 22.05.1994       | 194              | rozgrywający     |
| 7              | Piotr Łukasik              | 11.07.1994       | 208              | przyjmujący      |
| 8              | Andrzej Wrona              | 27.12.1988       | 206              | środkowy         |
| 9              | Łukasz Wiese               | 24.03.1993       | 195              | przyjmujący      |
| 11             | Graham Vigrass             | 17.06.1989       | 205              | środkowy         |
| 12             | Bartosz Kurek              | 29.08.1988       | 205              | atakujący        |
| 13             | Sharone Vernon-Evans       | 28.08.1998       | 202              | atakujący        |
| 14             | Dominik Jaglarski          | 20.06.1997       | 187              | libero           |
| 16             | Bruno Romanutti            | 05.07.1989       | 194              | atakujący        |
| 17             | Mateusz Janikowski         | 05.05.1999       | 200              | przyjmujący      |
| 18             | Damian Wojtaszek           | 07.09.1988       | 180              | libero           |
| 19             | Jan Nowakowski             | 17.05.1994       | 202              | środkowy         |
| 20             | Rafael Rodrigues de Araújo | 13.06.1991       | 207              | atakujący        |
| 22             | Nikołaj Penczew            | 22.05.1992       | 196              | przyjmujący      |
|                | Stéphane Antiga            | Trener           | Trener           | Trener           |
|                | Fabio Storti               | Asystent trenera | Asystent trenera | Asystent trenera |

| Aluron Virtu Warta Zawiercie | Aluron Virtu Warta Zawiercie | Aluron Virtu Warta Zawiercie | Aluron Virtu Warta Zawiercie | Aluron Virtu Warta Zawiercie |
| Nr                           | Imię i nazwisko              | Data ur.                     | Wzrost                       | Pozycja                      |
| ---------------------------- | ---------------------------- | ---------------------------- | ---------------------------- | ---------------------------- |
| 1                            | Marcin Waliński              | 24.10.1990                   | 196                          | przyjmujący                  |
| 2                            | Arshdeep Dosanjh             | 30.07.1996                   | 205                          | rozgrywający                 |
| 3                            | Łukasz Swodczyk              | 01.06.1990                   | 196                          | środkowy                     |
| 4                            | Krzysztof Rejno              | 22.02.1993                   | 203                          | środkowy                     |
| 5                            | Michał Żuk                   | 04.07.1985                   | 196                          | przyjmujący                  |
| 6                            | Mateusz Malinowski           | 06.05.1992                   | 197                          | atakujący                    |
| 7                            | Olieg Achrem                 | 12.03.1983                   | 195                          | przyjmujący                  |
| 8                            | Alexandre Ferreira           | 13.11.1991                   | 203                          | przyjmujący                  |
| 9                            | Krzysztof Andrzejewski       | 26.01.1983                   | 180                          | libero                       |
| 10                           | Bartosz Gawryszewski         | 22.08.1985                   | 202                          | środkowy                     |
| 11                           | Marcin Kania                 | 14.02.1996                   | 203                          | środkowy                     |
| 12                           | Grzegorz Bociek              | 06.06.1991                   | 207                          | atakujący                    |
| 13                           | Kamil Semeniuk               | 16.07.1996                   | 194                          | przyjmujący                  |
| 19                           | Taichirō Koga                | 04.10.1989                   | 170                          | libero                       |
| 77                           | Michal Masný                 | 14.08.1979                   | 182                          | rozgrywający                 |
|                              | Mark Lebedew                 | Trener                       | Trener                       | Trener                       |
|                              | Dominik Kwapisiewicz         | Asystent trenera             | Asystent trenera             | Asystent trenera             |

| Cerrad Czarni Radom | Cerrad Czarni Radom | Cerrad Czarni Radom | Cerrad Czarni Radom | Cerrad Czarni Radom |
| Nr                  | Imię i nazwisko     | Data ur.            | Wzrost              | Pozycja             |
| ------------------- | ------------------- | ------------------- | ------------------- | ------------------- |
| 1                   | Alen Pajenk         | 1986                | 203                 | środkowy            |
| 2                   | Michał Ostrowski    | 1990                | 203                 | środkowy            |
| 3                   | Reto Giger          | 1991                | 194                 | rozgrywający        |
| 6                   | Wojciech Żaliński   | 1988                | 195                 | przyjmujący         |
| 8                   | Kacper Wasilewski   | 1998                | 193                 | libero              |
| 9                   | Dejan Vinčić        | 1986                | 202                 | rozgrywający        |
| 10                  | Michał Filip        | 1994                | 195                 | atakujący           |
| 11                  | Michał Ruciak       | 1983                | 190                 | libero              |
| 14                  | Jakub Rybicki       | 1998                | 195                 | przyjmujący         |
| 15                  | Norbert Huber       | 1998                | 206                 | środkowy            |
| 17                  | Maksim Żygałow      | 1989                | 201                 | atakujący           |
| 19                  | Tomasz Fornal       | 1997                | 200                 | przyjmujący         |
| 20                  | Kamil Kwasowski     | 1990                | 199                 | przyjmujący         |
|                     | Robert Prygiel      | Trener              | Trener              | Trener              |
|                     | Wojciech Stępień    | Asystent trenera    | Asystent trenera    | Asystent trenera    |

| GKS Katowice | GKS Katowice        | GKS Katowice     | GKS Katowice     | GKS Katowice     |
| Nr           | Imię i nazwisko     | Data ur.         | Wzrost           | Pozycja          |
| ------------ | ------------------- | ---------------- | ---------------- | ---------------- |
| 1            | Bartłomiej Krulicki | 1993             | 205              | środkowy         |
| 2            | Karol Butryn        | 1993             | 198              | atakujący        |
| 3            | Dawid Woch          | 1997             | 198              | środkowy         |
| 4            | Marcin Komenda      | 1996             | 198              | rozgrywający     |
| 6            | Dominik Depowski    | 1995             | 200              | przyjmujący      |
| 7            | Tomas Rousseaux     | 1994             | 198              | przyjmujący      |
| 9            | Gonzalo Quiroga     | 1993             | 193              | przyjmujący      |
| 10           | Maciej Fijałek      | 1982             | 186              | rozgrywający     |
| 11           | Wojciech Sobala     | 1988             | 208              | środkowy         |
| 12           | Emanuel Kohút       | 1982             | 206              | środkowy         |
| 14           | Bartosz Mariański   | 1992             | 187              | libero           |
| 16           | Rafał Sobański      | 1991             | 195              | przyjmujący      |
| 17           | Bartosz Krzysiek    | 1990             | 208              | atakujący        |
| 18           | Dawid Ogórek        | 1990             | 193              | libero           |
|              | Piotr Gruszka       | Trener           | Trener           | Trener           |
|              | Grzegorz Słaby      | Asystent trenera | Asystent trenera | Asystent trenera |

| Stocznia Szczecin | Stocznia Szczecin    | Stocznia Szczecin | Stocznia Szczecin | Stocznia Szczecin |
| Nr                | Imię i nazwisko      | Data ur.          | Wzrost            | Pozycja           |
| ----------------- | -------------------- | ----------------- | ----------------- | ----------------- |
| 1                 | Matej Kazijski       | 23.09.1984        | 202               | przyjmujący       |
| 2                 | Bartłomiej Kluth     | 20.12.1992        | 210               | atakujący         |
| 4                 | Nicholas Hoag        | 19.08.1992        | 200               | przyjmujący       |
| 5                 | Lukáš Ticháček       | 12.01.1982        | 193               | rozgrywający      |
| 6                 | Bartosz Kurek        | 29.07.1988        | 205               | atakujący         |
| 7                 | Aleksander Maziarz   | 22.04.1995        | 204               | środkowy          |
| 8                 | Asparuch Asparuchow  | 28.07.2000        | 201               | przyjmujący       |
| 10                | Simon Van De Voorde  | 19.01.1989        | 201               | środkowy          |
| 11                | Janusz Gałązka       | 16.04.1987        | 199               | środkowy          |
| 13                | Marcin Wika          | 09.11.1983        | 194               | przyjmujący       |
| 15                | Łukasz Żygadło       | 02.08.1979        | 201               | rozgrywający      |
| 16                | Nicolas Rossard      | 23.05.1990        | 183               | libero            |
| 17                | Nikołaj Penczew      | 22.05.1992        | 196               | przyjmujący       |
| 18                | Adrian Mihułka       | 10.07.1989        | 182               | libero            |
|                   | Michał Mieszko Gogol | Trener            | Trener            | Trener            |
|                   |                      | Asystent trenera  |                   |                   |

| MKS Będzin | MKS Będzin           | MKS Będzin       | MKS Będzin       | MKS Będzin       |
| Nr         | Imię i nazwisko      | Data ur.         | Wzrost           | Pozycja          |
| ---------- | -------------------- | ---------------- | ---------------- | ---------------- |
| 1          | Tomasz Kowalski      | 12.06.1991       | 203              | rozgrywający     |
| 3          | Adrian Buchowski     | 30.09.1991       | 194              | przyjmujący      |
| 4          | Łukasz Kozub         | 03.11.1997       | 186              | rozgrywający     |
| 5          | Artur Ratajczak      | 18.09.1990       | 206              | środkowy         |
| 7          | Mateusz Kowalski     | 20.02.1997       | 204              | środkowy         |
| 9          | Jakub Burnatowski    | 23.02.1998       | 190              | rozgrywający     |
| 10         | Bartłomiej Grzechnik | 08.02.1993       | 200              | środkowy         |
| 12         | Jan Fornal           | 14.01.1995       | 191              | przyjmujący      |
| 13         | Michał Potera        | 06.03.1988       | 183              | libero           |
| 14         | Jakub Peszko         | 01.04.1992       | 193              | przyjmujący      |
| 16         | Rafał Faryna         | 28.09.1994       | 200              | atakujący        |
| 17         | Szymon Gregorowicz   | 07.03.1994       | 183              | libero           |
| 18         | Jake Langlois        | 14.05.1992       | 208              | przyjmujący      |
| 20         | Lincoln Williams     | 06.10.1993       | 200              | atakujący        |
| 37         | Lukáš Ticháček       | 12.01.1982       | 193              | rozgrywający     |
|            |                      | Trener           |                  |                  |
|            | Emil Siewiorek       | Asystent trenera | Asystent trenera | Asystent trenera |

| Chemik Bydgoszcz | Chemik Bydgoszcz      | Chemik Bydgoszcz | Chemik Bydgoszcz | Chemik Bydgoszcz      |
| Nr               | Imię i nazwisko       | Data ur.         | Wzrost           | Pozycja               |
| ---------------- | --------------------- | ---------------- | ---------------- | --------------------- |
| 1                | Bartłomiej Lipiński   | 16.11.1996       | 201              | przyjmujący           |
| 2                | Raphael Margarido     | 28.04.1983       | 184              | rozgrywający          |
| 3                | Nikola Kovačević      | 14.02.1983       | 193              | przyjmujący           |
| 6                | Paweł Gryc            | 09.01.1996       | 208              | przyjmujący/atakujący |
| 7                | Michał Szalacha       | 15.01.1994       | 202              | środkowy              |
| 8                | Mateusz Siwicki       | 23.07.1996       | 200              | środkowy              |
| 9                | Bartosz Filipiak      | 27.02.1994       | 195              | atakujący             |
| 10               | Adam Kowalski         | 16.09.1994       | 180              | libero                |
| 12               | Jan Lesiuk            | 07.06.1996       | 190              | przyjmujący           |
| 13               | Piotr Sieńko          | 08.12.1993       | 196              | rozgrywający          |
| 15               | Kacper Bobrowski      | 08.10.1997       | 188              | przyjmujący           |
| 17               | Maksim Marozau        | 29.05.1989       | 206              | środkowy              |
| 18               | Marcin Karakuła       | 23.12.1998       | 191              | rozgrywający          |
| 19               | Patryk Akala          | 12.10.1988       | 201              | środkowy              |
| 20               | Mateusz Witek         | 22.05.1999       | 203              | atakujący             |
|                  | Jakub Bednaruk        | Trener           | Trener           | Trener                |
|                  | Przemysław Michalczyk | Asystent trenera | Asystent trenera | Asystent trenera      |

## Transfery
| PGE Skra Bełchatów | PGE Skra Bełchatów | PGE Skra Bełchatów |
| Przychodzą | Odchodzą |                    |
| --- | --- | ------------------ |
| - Renee Teppan (Diatec Trentino) - Jakub Kochanowski (AZS Olsztyn) - Artur Szalpuk (Trefl Gdańsk) - Kamil Droszyński (Cerrad Czarni Radom) - Piotr Orczyk (Knack Randstad Roeselare) | - Srećko Lisinac (Diatec Trentino) - Aleksandar Nedeljković (AZS Częstochowa) - Nikołaj Penczew (Stocznia Szczecin) - Marcin Janusz (Trefl Gdańsk) - Bartosz Bednorz (Azimut Modena) - Szymon Romać (Cambrai VB) |                    |
| w trakcie sezonu | |                    |
| - David Fiel Rodriguez (El Jaish) | |                    |

| ZAKSA Kędzierzyn-Koźle | ZAKSA Kędzierzyn-Koźle |
| Przychodzą | Odchodzą |
| --- | --- |
| - Brandon Koppers (McMaster University) - Łukasz Kaczmarek (Cuprum Lubin) - Aleksander Śliwka (Asseco Resovia Rzeszów) - Mateusz Sacharewicz (Łuczniczka Bydgoszcz) - Przemysław Stępień (Dafi Społem Kielce) - Kamil Szymura (SMS PZPS Spała) - Tomasz Kalembka (GKS Katowice) | - Maurice Torres (Kioene Padwa) - Marco Falaschi (New Mater Volley Castellana Grotte) - Rafał Buszek (Asseco Resovia Rzeszów) - Krzysztof Rejno (Aluron Virtu Warta Zawiercie) - Kamil Semeniuk (Aluron Virtu Warta Zawiercie) - Korneliusz Banach (ZAKSA Strzelce Opolskie) - Krzysztof Zapłacki (ZAKSA Strzelce Opolskie) - Aleksander Maziarz (Stocznia Szczecin) |
| w trakcie sezonu | |
| - James Shaw (University of Stanford) | |

| Trefl Gdańsk | Trefl Gdańsk |
| Przychodzą | Odchodzą |
| --- | --- |
| - Piotr Graban (II trener) (Polonia London) - Ruben Schott (Revivre Milano) - Nikola Mijailović (Chaumont VB 52 Haute-Marne) - Marcin Janusz (PGE Skra Bełchatów) - Maciej Muzaj (Jastrzębski Węgiel) - Kewin Sasak (Ślepsk Suwałki) - Miłosz Hebda (New Mater Volley Castellana Grotte) - Bartłomiej Mordyl (AZS AGH Kraków) | - Bogdan Kotnik (II trener) - Daniel McDonnell (Tourcoing Lille) - Tyler Sanders (Halkbank Ankara) - Bradley Gunter (VK Hebar Pażardzik) - Damian Schulz (Asseco Resovia Rzeszów) - Mateusz Mika (Asseco Resovia Rzeszów) - Artur Szalpuk (PGE Skra Bełchatów) - Wojciech Ferens (AS Cannes VB) |

| AZS Olsztyn | AZS Olsztyn |
| Przychodzą | Odchodzą |
| --- | --- |
| - Marcel Lux (VK Slávia Svidník) - Dienis Kalinin (Dinamo Moskwa) - Serhij Kapełuś (GKS Katowice) - Radosław Gil (Calcit Kamnik) - Paweł Pietraszko (GKS Katowice) - Sebastian Warda (ONICO Warszawa) - Jakub Urbanowicz (KPS Siedlce) - Mateusz Poręba (SMS PZPS Spała) | - Tomas Rousseaux (GKS Katowice) - Blake Scheerhoorn (UGS Nantes-Rezé) - Jakub Kochanowski (PGE Skra Bełchatów) - Daniel Pliński (zakończenie kariery) - Adrian Buchowski (MKS Będzin) - Łukasz Makowski (Saaremaa VK) |
| w trakcie sezonu | |
| - Michał Mieszko Gogol (I trener) (Stocznia Szczecin) - Marcin Wika (Stocznia Szczecin) | - Roberto Santilli (I trener) (Jastrzębski Węgiel) - Dienis Kalinin (NOWA Nowokujbyszewsk) |

| Jastrzębski Węgiel | Jastrzębski Węgiel |
| Przychodzą | Odchodzą |
| --- | --- |
| - Julien Lyneel (Fudan University Shanghai) - Christian Fromm (Arkas Spor Izmir) - Dawid Konarski (Ziraat Bankası Ankara) - Piotr Hain (Cuprum Lubin) - Dawid Gunia (Cuprum Lubin) - Nikodem Wolański (Stal AZS PWSZ Nysa) - Paweł Rusek (Asseco Resovia Rzeszów) - Jakub Bucki (BBTS Bielsko-Biała) - Patryk Czyrniański (Jastrzębski II Węgiel) | - Jason De Rocco (FC Tokio) - Rodrigo Quiroga (Obras Sanitarias de San Juan) - Dardan Lushtaku (szuka klubu) - Maciej Muzaj (Trefl Gdańsk) - Marcin Ernastowicz (TV Schönenwerd) - Damian Boruch (Cuprum Lubin) - Patryk Strzeżek (Lindemans Aalst) - Wojciech Sobala (GKS Katowice) - Karol Gdowski (szuka klubu) |
| w trakcie sezonu | |
| - Roberto Santilli (I trener) (AZS Olsztyn) - Michał Szalacha (Chemik Bydgoszcz) - Wojciech Ferens (AS Cannes VB) | - Ferdinando De Giorgi (I trener) (Cucine Lube Civitanova) - Salvador Hidalgo Oliva (Fenerbahçe SK) |

| Asseco Resovia Rzeszów | Asseco Resovia Rzeszów |
| Przychodzą | Odchodzą |
| --- | --- |
| - Nicolas Szerszen (Ohio State University) - Kawika Shoji (Gi Group Monza) - David Smith (Aluron Virtu Warta Zawiercie) - Luke Perry (Berlin Recycling Volleys) - Rafael Redwitz (Arago de Sète) - Damian Schulz (Trefl Gdańsk) - Mateusz Mika (Trefl Gdańsk) - Rafał Buszek (ZAKSA Kędzierzyn-Koźle) | - Barthélémy Chinenyeze (Tours VB) - Jochen Schöps (Stade Poitevin Poitiers) - Lukáš Ticháček (Stocznia Szczecin) - Elviss Krastins (Arago de Sète) - Aleksander Śliwka (ZAKSA Kędzierzyn-Koźle) - Michał Kędzierski (Biosì Indexa Sora) - Paweł Rusek (Jastrzębski Węgiel) - Dominik Depowski (GKS Katowice) |
| w trakcie sezonu | |
| - Gheorghe Crețu (I trener) - Łukasz Kozub (MKS Będzin) | - Andrzej Kowal (I trener) (ACS Volei Municipal Zalău) - Rafael Redwitz (VfB Friedrichshafen) |

| Cuprum Lubin | Cuprum Lubin |
| Przychodzą | Odchodzą |
| --- | --- |
| - Marcelo Fronckowiak (I trener) (Tonno Callipo Vibo Valentia) - Masahiro Yanagida (TV Ingersoll Bühl) - Igor Grobelny (Hypo Tirol Alpenvolleys Haching) - Kert Toobal (Rennes Volley 35) - Mariusz Marcyniak (Aluron Virtu Warta Zawiercie) - Jakub Ziobrowski (Cerrad Czarni Radom) - Jakub Wachnik (Dafi Społem Kielce) - Damian Boruch (Jastrzębski Węgiel) - Jędrzej Gruszczyński (ONICO Warszawa) - Bartłomiej Zawalski (Jastrzębski II Węgiel) | - Patrick Duflos (I trener) (Tours VB) - Tomasz Wasilkowski (II trener) (Berlin Recycling Volleys) - Robert Täht (Arkas Spor Izmir) - Keith Pupart (Noliko Maaseik) - Michal Masný (Aluron Virtu Warta Zawiercie) - Miloš Terzić (CS Arcada Galați) - Łukasz Kaczmarek (ZAKSA Kędzierzyn-Koźle) - Piotr Hain (Jastrzębski Węgiel) - Dawid Gunia (Jastrzębski Węgiel) - Adam Michalski (SPS Chrobry Głogów) - Marcin Kryś (VK KDS Šport Koszyce) |
| w trakcie sezonu | |
| - Luke Smith (Afyon Belediye Yüntaş) | |

| Onico Warszawa | Onico Warszawa |
| Przychodzą | Odchodzą |
| --- | --- |
| - Graham Vigrass (Berlin Recycling Volleys) - Rafael Rodrigues de Araújo (MKS Będzin) - Bruno Romanutti (Puerto San Martín Vóley) - Łukasz Wiese (SK Posojilnica Aich/Dob) - Piotr Łukasik (BBTS Bielsko-Biała) - Konrad Buczek (MKS Aqua-Zdrój Wałbrzych) - Dominik Jaglarski (BBTS Bielsko-Biała) - Mateusz Janikowski (KS Metro Warszawa) | - Guillaume Samica (zakończenie kariery) - Nikola Ǵorǵiev (Osaka Blazers Sakai) - Wojciech Włodarczyk (New Mater Volley Castellana Grotte) - Jan Firlej (Lindemans Aalst) - Sebastian Warda (AZS Olsztyn) - Jędrzej Gruszczyński (Cuprum Lubin) |
| w trakcie sezonu | |
| - Nikołaj Penczew (Stocznia Szczecin) - Bartosz Kurek (Stocznia Szczecin) - Maciej Muzaj (Trefl Gdańsk) | - Rafael Rodrigues de Araújo (szuka klubu) - Bruno Romanutti (AZS Częstochowa) - Łukasz Wiese (VK ČEZ Karlovarsko) |

| Aluron Virtu Warta Zawiercie | Aluron Virtu Warta Zawiercie |
| Przychodzą | Odchodzą |
| --- | --- |
| - Mark Lebedew (I trener) (Jastrzębski Węgiel) - Michal Masný (Cuprum Lubin) - Olieg Achrem (Galatasaray SK) - Arshdeep Dosanjh (CS Chênois VB) - Kamil Semeniuk (ZAKSA Kędzierzyn-Koźle) - Bartosz Gawryszewski (Stocznia Szczecin) - Marcin Waliński (MKS Będzin) - Krzysztof Rejno (ZAKSA Kędzierzyn-Koźle) - Mateusz Malinowski (Stocznia Szczecin) - Marcin Kania (AZS AGH Kraków) | - Emanuele Zanini (I trener) (Emma Villas Siena) - David Smith (Asseco Resovia Rzeszów) - Matej Pátak (Chaumont VB 52) - Hugo de Leon Guimarães (Hypo Tirol Alpenvolleys Haching) - Grzegorz Pająk (Tokat Belediye Plevnespor) - Mariusz Marcyniak (Cuprum Lubin) - Maciej Zajder (Stal AZS PWSZ Nysa) - Kamil Długosz (Stal AZS PWSZ Nysa) - Łukasz Kaczorowski (Stal AZS PWSZ Nysa) - Kacper Popik (UKS Mickiewicz Kluczbork) |
| w trakcie sezonu | |
| - Alexandre Ferreira (KB Insurance Stars) | |

| Cerrad Czarni Radom | Cerrad Czarni Radom |
| Przychodzą | Odchodzą |
| --- | --- |
| - Maksim Żygałow (Lokomotiw Nowosybirsk) - Alen Pajenk (Calzedonia Werona) - Reto Giger (Biogas Volley Näfels) - Michał Ruciak (Stocznia Szczecin) | - Dustin Watten (Berlin Recycling Volleys) - Dmytro Teriomenko (Tours VB) - Kamil Droszyński (PGE Skra Bełchatów) - Jakub Ziobrowski (Cuprum Lubin) |

| GKS Katowice | GKS Katowice |
| Przychodzą | Odchodzą |
| --- | --- |
| - Tomas Rousseaux (AZS Olsztyn) - Dawid Woch (Nice VB) - Wojciech Sobala (Jastrzębski Węgiel) - Bartosz Krzysiek (AZS Częstochowa) - Dominik Depowski (Asseco Resovia Rzeszów) - Dawid Ogórek (Lechia Tomaszów Mazowiecki) | - Serhij Kapełuś (AZS Olsztyn) - Adrian Stańczak (szuka klubu) - Paweł Pietraszko (AZS Olsztyn) - Dominik Witczak (zakończenie kariery) - Tomasz Kalembka (ZAKSA Kędzierzyn-Koźle) - Kacper Stelmach (SK Posojilnica Aich/Dob) |

| Stocznia Szczecin | Stocznia Szczecin |
| Przychodzą | Odchodzą |
| --- | --- |
| - Matej Kazijski (JTEKT Stings) - Asparuch Asparuchow (Montana) - Nikołaj Penczew (PGE Skra Bełchatów) - Nicholas Hoag (Diatec Trentino) - Simon Van De Voorde (Pajkan Teheran) - Nicolas Rossard (Paris Volley) - Lukáš Ticháček (Asseco Resovia Rzeszów) - Bartosz Kurek (Ziraat Bankası Ankara) - Łukasz Żygadło (Sarmajeh Bank VC) - Aleksander Maziarz (ZAKSA Kędzierzyn-Koźle) | - Eemi Tervaportti (Olympiakos Pireus) - Justin Duff (Galatasaray) - Jeffrey Menzel (Al-Hilal VC) - Bartosz Gawryszewski (Aluron Virtu Warta Zawiercie) - Mateusz Malinowski (Aluron Virtu Warta Zawiercie) - Dawid Murek (AZS Częstochowa) - Michał Ruciak (Cerrad Czarni Radom) - Tomasz Kowalski (MKS Będzin) - Adrian Kacperkiewicz (AGH Kraków) - Marcin Jaskuła (Dafi Społem Kielce) |
| w trakcie sezonu | |
| | - Michał Mieszko Gogol (I trener) (AZS Olsztyn) - Nicholas Hoag (Sir Safety Conad Perugia) - Matej Kazijski (Calzedonia Werona) - Asparuch Asparuchow (szuka klubu) - Nikołaj Penczew (Onico Warszawa) - Nicolas Rossard (Berlin Recycling Volleys) - Simon Van De Voorde (Emma Villas Siena) - Lukáš Ticháček (MKS Będzin) - Bartosz Kurek (Onico Warszawa) - Łukasz Żygadło (szuka klubu) - Bartłomiej Kluth (Hapoel Kefar Sawa) - Marcin Wika (AZS Olsztyn) - Adrian Mihułka (KS Lechia Tomaszów Mazowiecki) - Janusz Gałązka (KPS Siedlce) - Aleksander Maziarz (szuka klubu) |

| MKS Będzin | MKS Będzin |
| Przychodzą | Odchodzą |
| --- | --- |
| - Lincoln Williams (United Volleys Rhein-Main) - Jake Langlois (Gi Group Monza) - Adrian Buchowski (AZS Olsztyn) - Jan Fornal (AZS AGH Kraków) - Tomasz Kowalski (Stocznia Szczecin) | - Rafael Rodrigues de Araújo (ONICO Warszawa) - Jonah Seif (Sir Sicoma Colussi Perugia) - Jan Klobučar (Gas Sales Energia Piacenza) - Złatan Jordanow (szuka klubu) - Marcin Waliński (Aluron Virtu Warta Zawiercie) |
| w trakcie sezonu | |
| - Lukáš Ticháček (Stocznia Szczecin) | - Gido Vermeulen (I trener) (szuka klubu) - Lincoln Williams (Jugra Samotłor Niżniewartowsk) - Łukasz Kozub (Asseco Resovia Rzeszów)                                                                                 |

| Chemik Bydgoszcz | Chemik Bydgoszcz |
| Przychodzą | Odchodzą |
| --- | --- |
| - Nikola Kovačević (CS Arcada Galați) - Raphael Margarido (SL Benfica) - Maksim Marozau (Dafi Społem Kielce) - Bartłomiej Lipiński (Pallavolo Azzurra Alessano) - Mateusz Siwicki (AZS Częstochowa) - Jan Lesiuk (Ślepsk Suwałki) - Mateusz Witek (KS Metro Warszawa) | - Metodi Ananiew (Bursa Buyuksehir Belediye) - Edgardo Goás (Mets de Guaynabo) - Ewgenios Gortsaniuk (PAOK Saloniki) - Mateusz Sacharewicz (ZAKSA Kędzierzyn-Koźle) - Krzysztof Bieńkowski (AZS Częstochowa) - Wojciech Jurkiewicz (zakończenie kariery) - Jakub Rohnka (Ślepsk Suwałki) |
| w trakcie sezonu | |
| - Marcin Karakuła (Buskowianka Kielce) | |